# Rów Boskowicki
Rów Boskowicki, (czes. Boskovická brázda) – mezoregion w obrębie Masywu Czeskiego, leżący we wschodniej części Wyżyny Czeskomorawskiej, w obrębie Wyżyny Brneńskiej, na Morawach.
Jest to wąski, wydłużony rów tektoniczny o długości 95 km i średniej szerokości ok. 5 km. Jej powierzchnia wynosi 479,54 km². Zaczyna się na północnym wschodzie w rejonie Městečka Trnávka, a kończy na południowym zachodzie u Moravskiego Krumlova. Składa się z dwóch części, północnej (Malá Haná) i południowej (Oslavanská brázda), rozdzielonych tektonicznym Zrąbem Żernowickim (Žernovnická hrást), który należy do Hornosvrateckiej vrchoviny.
Oddziela Pogórze Orlickie (czes. Podorlická pahorkatina), Wyżynę Switawską (czes. Svitavská pahorkatina), Wyżynę Górnoswratecką (czes. Hornosvratecká vrchovina), Wyżynę Krzyżanowską (czes. Křižanovská vrchovina) i Wyżynę Jewiszowicką (czes. Jevišovická pahorkatina) na zachodzie od Wyżyny Zabrzeskiej (czes. Zábřežská vrchovina), Wyżyny Drahańskiej (czes. Drahanská vrchovina) i Wyżyny Bobrawskiej (czes. Bobravská vrchovina) na wschodzie.
Leży w dorzeczu Dunaju.
Rów Boskowicki jest wypełniony osadami karbonu, permu i neogenu, z "wyspami" osadów kredowych. W południowej części występuje węgiel kamienny.

## Podział
- Malá Haná
- Rów Oslawański (czes. Oslavanská brázda)

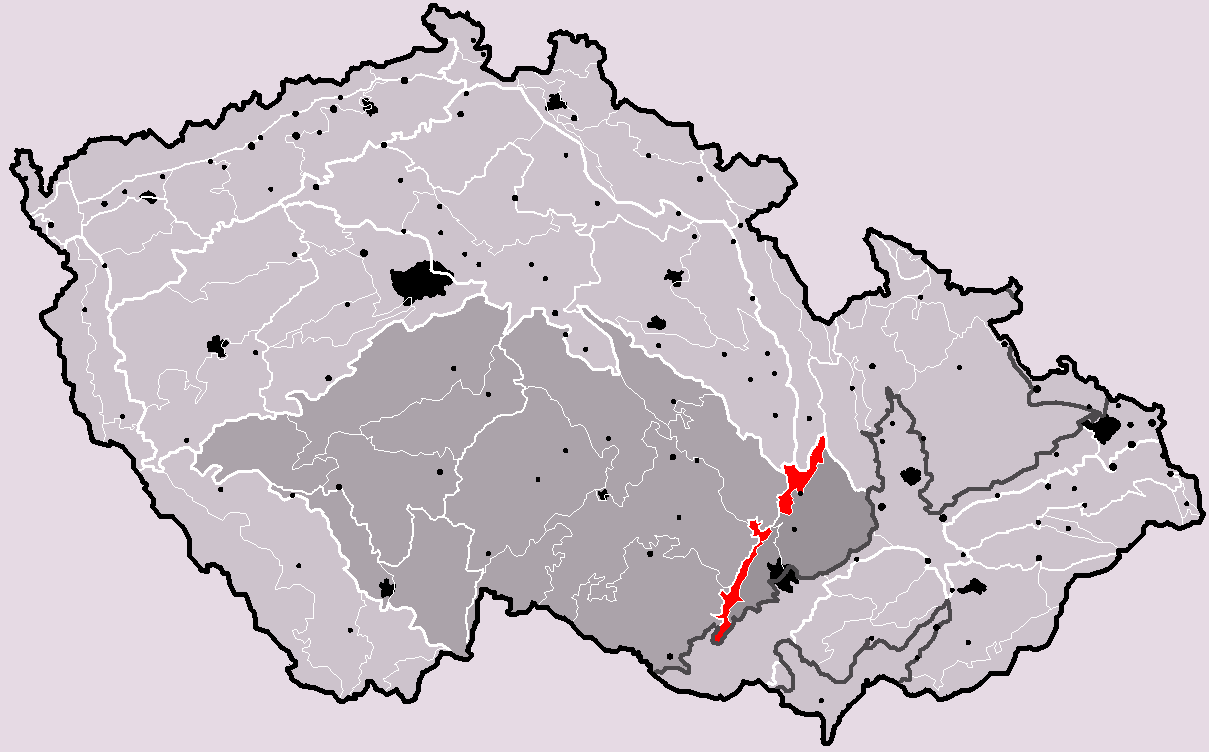
Położenie WyżRowu Boskowickiego